# Диксон, Джамар
Джамар Диксон (англ. Jamar Dixon; 5 июня 1989, Оттава) — канадский футболист, полузащитник клуба «Пасифик». Выступал за сборную Канады.

## Карьера

### Клубы
Профессиональную карьеру начал в 2013 году в Швеции, подписав контракт с клубом БВ 90, выступавшим во 2-м дивизионе (четвёртый уровень шведского чемпионата). В первой же игре за клуб отметился забитым мячом.
В 2014 году переехал в Финляндию, подписав контракт с ТП-47. В сентябре того же года перешёл в «Джиппо».
26 января 2015 года подписал контракт с клубом «Яро». Дебютировал за клуб в матче против «Мариехамна». По итогам сезона клуб занял последнее место в таблице и вылетел в низший дивизион.
20 июля 2016 года перешёл в клуб «Оттава Фьюри» из NASL, в составе которой дебютировал 27 июля в игре против «Каролины Рэйлхокс». В ноябре 2016 года продлил контракт с клубом, который с 2017 года будет выступать в USL.
21 января 2020 года подписал контракт с клубом Канадской премьер-лиги «Пасифик». Дебютировал за «Пасифик» 15 августа в матче стартового тура сезона 2020 против «Галифакс Уондерерс», выйдя на замену во втором тайме. 22 августа в матче против «Форджа» забил свой первый гол за «Пасифик». 27 ноября перезаключил контракт с клубом на сезон 2021. 11 мая 2021 года был назначен капитаном «Пасифика». 15 января 2022 года перезаключил контракт с клубом на сезон 2022.

### Сборная
5 февраля 2016 года дебютировал в составе сборной Канады в товарищеской игре против США. В августе 2016 года вызывался в сборную на игры отборочного турнира чемпионата мира 2018 против Гондураса и Сальвадора.

## Достижения
Командные
 «Пасифик»
- Чемпион Канадской премьер-лиги: 2021